# Recoaro Terme
Recoaro Terme là một đô thị tại tỉnh Vicenza ở vùng Veneto, Ý.
Đô thị này có diện tích 60,06 km2, dân số là 7270 người (thời điểm năm 2006)